# Teatro Garibaldi (Figline Valdarno)
Il teatro Garibaldi è un teatro di Figline Valdarno.

## Storia e descrizione
Il teatro fu costruito a ridosso delle mura medievali di Figline Valdarno nei pressi di porta Fiorentina per iniziativa dell'Accademia dei Risorti e su progetto dell'architetto Angelo Pierallini e fu inaugurato nella primavera del 1871 con l'Ernani di Giuseppe Verdi.
L'Accademia, trasformatasi dal 1879 in Accademia dei Concordi, ha continuato a gestire il teatro fino al secondo dopoguerra garantendo sempre una intensa attività lirica con allestimenti di livello nazionale.
Dopo aver subito vari danni e rimaneggiamenti sia prima che durante il secondo conflitto mondiale, il teatro nel 1957 cessò la sua attività e fu ceduto dall'Accademia.
Dopo averne acquistato la proprietà nel 1979, l'amministrazione comunale nel 1983 ha avviato un consistente piano di recupero della struttura che è stato inserito nel Progetto regionale FIO-Teatri.
Grazie a questi lavori, il teatro ha ripreso la sua attività nel 1995 riproponendosi come una delle strutture teatrali più importanti del Valdarno superiore.